# Авторское право Великобритании 1842 года
Закон об авторском праве 1842 года в Великобритании — закон об авторском праве, получил Королевскую санкцию 1 июля 1842 года и был отменен в 1911 году. Закон 1842 года пересмотрен и утвержден как закон Об авторском праве Соединенного Королевства.

## Срок действия авторского права
Новый закон отменил ранее действовавший закон по авторскому праву, при условии, что в будущем авторские права на все книги, опубликованные при жизни автора будут действовать до конца его жизни и ещё в течение семи лет после смерти автора. Если этот срок был менее сорока двух лет от первой публикации, то авторское право будет сохраняться в течение сорока двух лет независимо от даты смерти автора. Любое произведение опубликованное после смерти автора имеет авторские права владельца рукописи на те же сорок два года.
В новом законе предусмотрено, что там, где авторское право уже существовало оно должно было быть продлено, за исключением того, что если авторские права уже были проданы и если продление было согласовано автором. Это гарантировало, что авторы будут иметь возможность получать компенсацию за проданные права несколько лет назад.
В раннем виде закона (принудительная лицензия), «Тайный Совет» был наделен полномочиями санкционировать переиздание любой книги, которую собственник отказался опубликовать после смерти автора.
Авторское право в энциклопедиях, журналах, периодической печати, а также в сериях работ было возложена на собственников произведений в изданиях, как будто они были сами авторами.
Закон 1842 года распространял своё действие на драматические произведения, которые прежде были охвачены законом об авторском праве 1833 года и «праву представления». Авторское право и право представительства драматического произведения могли быть оговорены отдельно. Этот закон распространяется и на музыкальные произведения, расширяя положения Закона 1833 года.
Авторские права были признаны личным имуществом и могли быть завещаны.

## Регистрация прав
Один экземпляр любой книги, напечатанные после вступления закона в силу должен был быть представлен в течение одного месяца публикации в Британский музей, за счет издателя. Бодлианская библиотека, библиотеки Кембриджского университета, библиотека Тринити-колледжа в Дублине были уполномочены требовать копии, которые должны были быть в них доставлены в течение месяца поступления требования.
Реестр авторских прав должен был сохраняться как доказательство прав собственности. Записи в реестре являются необходимым условием подачи иска в суд на основании закона.

## Нарушение авторских прав
Любые пиратские копии работы могли быть изъяты. Все издания, опубликованные за пределами Британской юрисдикции являются незаконными; только авторские права владельца было разрешено импортировать. Незаконно ввозимые копии могли быть изъяты сотрудниками таможни со штрафом в размере £10 плюс двойная стоимость каждого экземпляра книги.
Этот закон распространял своё действие по всей Британской империи.